# Svartklubben
Svartklubben är en holme och fyrplats belägen öster om Singö i Roslagens norra skärgård.
Fyrbyggnaden, som stod färdig år 1820, består av ett tjockt, 12 meter högt, runt stentorn med svart-vit dagmarkering. Tornet byggdes för att eldas med en stenkol, därav dess tjocklek. Fyren hade ursprungligen en stor glaslanternin och var Sveriges första täckta stenkolsfyr. På 1840-talet installerade man rovoljelampor och mässingsspeglar för förstärkning av ljuset. Från och med 1875 användes en fotogenlampa till fyrljuset. År 1899 fick fyren en ny lanternin med fresnel-lins som demonstrerats på Allmänna konst- och industriutställningen i Stockholm två år tidigare. År 1916 fick den dittills omålade fyren sin svart-vita dagmarkering och har varit i stort sett oförändrad sedan dess. Sedan 1968 då fyren automatiserades och avbemannades, är fyrbelysningen eldriven och består av två stycken glödlampor på 1000 watt. Var femtonde sekund ger fyren två långa blänk med grön, röd och vit sektor, och dess sken syns runt 16 nautiska mil.
Sjöfartsverket är ägare till fyren, men de gamla fyrvaktarbostäderna är utsålda till privatpersoner. Fyrbyggnaden är statligt byggnadsminne sedan 25 januari 1935.
År 1833 uppfördes en vaktstuga på Svartklubben och på 1880-talet flyttades lotsstationen från Måssten hit och sju bostadshus samt en skola uppfördes. 1961 flyttades lotsstationen på nytt till Singö.